# Brita Baldus
Pour les articles homonymes, voir Baldus.
Brita Baldus, née le 4 juin 1965 à Leipzig, est une ancienne plongeuse allemande, médaillée olympique en 1992.

## Carrière
Aux Jeux olympiques d'été de 1992, elle remporte la médaille de bronze au tremplin à 3 m derrière la Chinoise Gao Min et la plongeuse de l'Équipe unifiée, Irina Lashko. Quatre ans plus tôt, à Séoul, elle n'a terminé que 7e sur la même épreuve.
Elle est également triple championne d'Europe en tremplin à 3 m en 1983, 1991 et 1993, médaillée d'argent en 1989 et de bronze en 1985, 1987 et 1991.

## Distinctions
- 1984 : Ordre du mérite patriotique[4]
- 1993 : Silbernes Lorbeerblatt[5]